# Jämaja
Jämaja – wieś w Estonii, w prowincji Sarema, w gminie Torgu.